# 大碶街道
大碶街道，是中国浙江省宁波市北仑区的一个街道办事处，辖区面积105.46平方公里，因长山碶（后称大碶）而得名:72。

## 历史
境内古属鄞县，宋熙宁十年（1077年）划归定海县（镇海县），民国初期属灵岩乡、泰邱乡，1936年分为大碶镇、岩一乡、岩二乡、石湫乡、扎马乡、横河乡、王贺乡、泰北乡、清城乡，1946年8月合并为大碶镇、岩一乡、岩二乡、岩三乡、泰北乡、清城乡，1949年10月设大碶镇、大碶乡、金泉乡、泰清乡，1950年6月分为大碶镇、横杨乡、西山乡、璎珞乡、邬隘乡、石湫乡、新路乡、塔峙乡、城湾乡、清水乡，1956年2月西山乡、横杨乡、大碶镇农村部分合并为大碶乡，邬隘乡、石湫乡、璎珞乡合并为丰产乡，清水乡、城湾乡合并为清山乡，新路乡并入塔峙乡，1958年10月改为大碶人民公社大碶管理区、横杨管理区、西山管理区、璎珞管理区、湖塘管理区、邬隘管理区、新路管理区、塔峙管理区、清山管理区、城湾管理区，12月城湾管理区并入清山管理区，1959年5月璎珞管理区并入湖塘管理区，7月大碶管理区改为大碶镇管理委员会，12月新路管理区并入塔峙管理区，1961年4月改为大碶公社、邬隘公社、塔峙公社，1965年7月大碶公社集镇设立大碶镇，1970年大碶镇、大碶公社合并为大碶镇公社，1980年大碶镇公社改为大碶镇，1983年10月邬隘公社、塔峙公社改为邬隘乡、塔峙乡，1992年5月邬隘乡、塔峙乡并入大碶镇，2003年8月撤镇设立大碶街道:12-14、81:8、72。

## 行政区划
大碶街道下辖以下地区：
坝头社区、岩河社区、灵岩社区、高田王社区、太白社区、金泉社区、学苑社区、横杨社区、富春社区、清泰社区、丁山社区、烟墩村、堍头村、芦山村、周隘陈村、前宋村、老贺村、东岙山村、青林村、西岙山村、吕鉴村、杜家村、青山村、清水村、城东村、城联村、和鸽村、城湾村、新路村、共同村、杨岙村、新和村、石湫村、俞王村、徐洋村、邬隘村、湖塘村、新安村、柴楼村、嘉溪村、璎珞村、莘岙村、林头方村、先锋村

## 交通
329国道和 甬台温高速公路宁波段通过大碶街道，其中后者设立北仑出口并延伸至大碶疏港高速公路。铁路北仑支线通过大碶街道，设立大碶站，未来还将在邬隘设立宁波铁路集装箱中心站。宁波轨道交通1号线通过大碶街道，设立邬隘站和大碶站。